# Árni Frederiksberg
Árni Frederiksberg (* 13. června 1992) je faerský fotbalový záložník a reprezentant, hráč faerského klubu NSÍ Runavík. Hraje na postu ofenzivního středopolaře, případně na levém křídle.

## Klubová kariéra
- NSÍ Runavík 2009–

## Reprezentační kariéra
Nastupoval za faerské mládežnické fotbalové reprezentace U19 a U21.
V A-mužstvu Faerských ostrovů debutoval 11. 10. 2015 v kvalifikačním utkání v Tórshavnu proti reprezentaci Rumunska (prohra 0:3).